# Lubomyr Wowczuk
Lubomyr Jewhenowycz Wowczuk, ukr. Любомир Євгенович Вовчук, ros. Любомир Евгеньевич Вовчук, Lubomir Jewgienjewicz Wowczuk (ur. 26 sierpnia 1969 w Brzozdowcach) – ukraiński piłkarz, grający na pozycji pomocnika, a wcześniej napastnika, trener piłkarski.

## Kariera piłkarska

### Kariera klubowa
Wychowanek DJuSSz w Rozdołe, a potem Internatu Sportowego we Lwowie. Kontynuował naukę w Szkole Zawodowej Nr 20, gdzie istniała sekcja piłkarska. Potem odbywał służbę wojskową w Kowlu, gdzie bronił barw miejscowego Silmaszu. W 1990 rozpoczął karierę piłkarską w lwowskich Karpatach, skąd w lipcu 1990 przeszedł do Wołyni Łuck. Latem 1995 powrócił do Karpat Lwów. W Karpatach występował przez 7 sezonów. Od lata 2003 po jednym rozegranym meczu Nywie Winnica dalej występował w klubie Hazowyk-Skała Stryj. W sezonie 2004/05 bronił barw Techno-Centru Rohatyn, a następnego sezonu przeniósł się do Nywy Tarnopol, gdzie pełnił również funkcje kapitana drużyny. Latem 2007 zakończył karierę piłkarską w wieku 36 lat.

## Kariera trenerska
Po zakończeniu kariery piłkarskiej pomagał trenować Nywę Tarnopol, a od lipca 2008 drugą drużynę Karpat Lwów. Potem objął stanowisko głównego trenera Karpaty-2 Lwów. Od 1 sierpnia 2020 jest trenerem Karpat Lwów.

## Sukcesy i odznaczenia

### Sukcesy klubowe
- brązowy medalista Mistrzostw Ukrainy: 1998
- finalista Pucharu Ukrainy: 1999

### Odznaczenia
- tytuł Mistrza Sportu Ukrainy